# Жанама (Западно-Казахстанская область)
Жанама (каз. Жанама) — село в Акжаикском районе Западно-Казахстанской области Казахстана. Административный центр Сарытогайского сельского округа. Код КАТО — 273269100.

## Население
В 1999 году население села составляло 989 человек (503 мужчины и 486 женщин). По данным переписи 2009 года, в селе проживало 856 человек (435 мужчин и 421 женщина).